# Manuel Konrad
Manuel Konrad (Illertissen, 14 aprile 1988) è un calciatore tedesco, centrocampista del Biberach/Riß.